# Nati nel 1666
| Questa pagina contiene informazioni ricavate automaticamente dalle voci biografiche con l'ausilio del template Bio e di un bot. L'aggiornamento è periodico e automatico e ricostruisce completamente la pagina. Se manca una persona in questa lista, sei pregato di non aggiungerla, ma accertati piuttosto che la sua voce biografica contenga il template Bio e che i dati anagrafici siano correttamente compilati. Se il template Bio manca, inseriscilo tu stesso o, in alternativa, metti l'avviso {{tmp\|Bio}} che ne segnala la mancanza. Se i dati riportati sono sbagliati, correggi direttamente la voce biografica; le modifiche saranno visibili in questa lista entro pochi giorni. Per chiarimenti vedi il progetto biografie. La lista contiene solo le 99 persone che sono citate nell'enciclopedia e per le quali è stato implementato correttamente il template Bio. Pagina aggiornata al 26 lug 2025. |

## Gennaio(3)
- 12 gennaio - Edvige di Meclemburgo-Güstrow, nobildonna tedesca († 1735)
- 17 gennaio - Antonio Maria Valsalva, medico, anatomista e chirurgo italiano († 1723)
- 25 gennaio - Paul-Jules de La Porte, nobile e militare francese († 1731)

## Febbraio(5)
- 1º febbraio - Maria Teresa di Borbone-Condé, nobile francese († 1732)
- 9 febbraio - George Hamilton, I conte di Orkney, nobile e ufficiale scozzese († 1737)
- 10 febbraio - Heinrich Karl von Bibra, generale austriaco († 1734)
- 15 febbraio - Claude Élisée de Court de La Bruyère, ammiraglio francese († 1752)
- 24 febbraio - Charles Wager, ammiraglio e politico inglese († 1743)

## Marzo(3)
- 14 marzo - Jean Jacques Bouhier, vescovo cattolico francese († 1744)
- 15 marzo - George Bähr, architetto tedesco († 1738)
- 21 marzo - Ogyū Sorai, filosofo giapponese († 1728)

## Aprile(5)
- 11 aprile - José Patiño Rosales, politico e diplomatico spagnolo († 1736)
- 12 aprile - Pierre Legros, scultore francese († 1719)
- 18 aprile - Jean-Féry Rebel, compositore e violinista francese († 1747)
- 19 aprile - Sarah Kemble Knight, imprenditrice, scrittrice e insegnante statunitense († 1727)
- 25 aprile - Johann Heinrich Buttstett, compositore, organista e teorico della musica tedesco († 1727)

## Maggio(5)
- 1º maggio - Philibert Papillon, abate e letterato francese († 1738)
- 1º maggio - Paolo Antonio Pesenti, presbitero italiano († 1728)
- 1º maggio - Lorenzo Tartagni, vescovo cattolico italiano († 1752)
- 10 maggio - Claudio Florimondo di Mercy, generale francese († 1734)
- 14 maggio - Vittorio Amedeo II di Savoia, re († 1732)

## Giugno(5)
- 9 giugno - Alessandro Specchi, architetto e incisore italiano († 1729)
- 9 giugno - Louis-Armand de Lom d'Arce barone di Lahontan, militare, viaggiatore e scrittore francese († 1716)
- 18 giugno - Jeanne Delanoue, religiosa e santa francese († 1736)
- 19 giugno - Paris Francesco Alghisi, compositore e organista italiano († 1733)
- 19 giugno - John James Heidegger, impresario teatrale svizzero († 1749)

## Luglio(2)
- 8 luglio - Luigi di Brandeburgo, principe († 1687)
- 25 luglio - Luigi Maria Lucini, cardinale italiano († 1745)

## Agosto(8)
- 6 agosto - Maria Sofia del Palatinato-Neuburg, regina († 1699)
- 12 agosto - Antonio Balestra, pittore e incisore italiano († 1740)
- 12 agosto - Odoardo II Farnese, nobile († 1693)
- 13 agosto - Adolfo Giovanni II del Palatinato-Zweibrücken-Kleeburg, militare e nobile svedese († 1701)
- 15 agosto - Johann Peter Abesch, pittore svizzero († 1740)
- 15 agosto - Andrej Artamonovič Matveev, diplomatico russo († 1728)
- 16 agosto - Enrichetta Amalia di Anhalt-Dessau, nobile († 1726)
- 28 agosto - François Aimé Pouget, religioso e teologo francese († 1723)

## Settembre(6)
- 5 settembre - Gottfried Arnold, teologo e storico tedesco († 1714)
- 6 settembre - Ivan V di Russia, sovrano († 1696)
- 15 settembre - Sofia Dorotea di Celle, principessa tedesca († 1726)
- 21 settembre - Johannes De Peyster, politico statunitense († 1711)
- 23 settembre - Pietro Grassi, vescovo cattolico italiano († 1731)
- 30 settembre - Paolo Gerolamo Piola, pittore italiano († 1724)

## Ottobre(7)
- 2 ottobre - Maria Anna di Borbone-Francia, nobile francese († 1739)
- 9 ottobre - Cristiano Augusto di Sassonia-Zeitz, arcivescovo cattolico e cardinale tedesco († 1725)
- 12 ottobre - Jean d'Estrées, presbitero, politico e diplomatico francese († 1718)
- 17 ottobre - Giovanni Guglielmo di Sassonia-Eisenach, duca († 1729)
- 27 ottobre - Giovanna Fratellini, pittrice italiana († 1731)
- 29 ottobre - Luigi Bentivoglio, nobile italiano († 1744)
- 30 ottobre - Giusto Fontanini, arcivescovo cattolico e storico italiano († 1736)

## Novembre(11)
- 1º novembre - James Sherard, farmacista, botanico e musicista britannico († 1738)
- 4 novembre - Domenico Taglialatela, vescovo cattolico italiano († 1742)
- 5 novembre - Attilio Ariosti, compositore, cantante e organista italiano († 1729)
- 5 novembre - Hartmann del Liechtenstein, principe e militare austriaco († 1728)
- 12 novembre - Mary Astell, scrittrice e filosofa britannica († 1731)
- 15 novembre - Robert Le Lorrain, scultore francese († 1743)
- 17 novembre - Francisco Fernández de la Cueva, generale spagnolo († 1733)
- 17 novembre - Benedetto Luti, pittore italiano († 1724)
- 23 novembre - Antonio Maria Borromeo, vescovo cattolico italiano († 1738)
- 25 novembre - Giuseppe Giovanni Battista Guarneri, liutaio italiano
- 30 novembre - Giovanni Cosimo Bonomo, medico italiano († 1696)

## Dicembre(9)
- 5 dicembre - Francesco Scarlatti, compositore italiano
- 10 dicembre - Annibale Maffei, generale e diplomatico italiano († 1735)
- 13 dicembre - Massimiliano Guglielmo di Brunswick-Lüneburg, principe e militare tedesco († 1726)
- 14 dicembre - Georg Andreas Helwig, botanico e teologo tedesco († 1748)
- 16 dicembre - Augusta Dorotea di Brunswick-Wolfenbüttel, duchessa († 1751)
- 21 dicembre - Olivier van Deuren, pittore olandese († 1714)
- 22 dicembre - Guru Gobind Singh, indiano († 1708)
- 26 dicembre - Alessandro Burgos, vescovo cattolico italiano († 1726)
- 26 dicembre - Francesco Cabianca, scultore italiano († 1737)

## Senza giorno specificato(30)
- Antonio Domenico Bamberini, pittore italiano († 1741)
- Giovanni Battista Barilli, intagliatore e scultore italiano († 1726)
- Giuseppe Beccarelli, religioso italiano († 1716)
- Antonino Biffi, compositore e contraltista italiano († 1733)
- Romano Carapecchia, architetto italiano († 1738)
- James Cecil, IV conte di Salisbury, nobile e politico britannico († 1694)
- George Cholmondeley, II conte di Cholmondeley, ufficiale inglese († 1733)
- Bartolomeo Corte, medico italiano († 1738)
- Cesare De Franchi Toso, doge italiano († 1739)
- George Dew, pirata inglese († 1703)
- Alphonse d'Ève, compositore fiammingo († 1727)
- Michelangelo Faggioli, compositore italiano († 1733)
- Stafford Fairborne, ammiraglio inglese († 1742)
- Ejima Kiseki, scrittore giapponese († 1735)
- Stephen Gray, scienziato britannico († 1736)
- John Graydon, ammiraglio inglese († 1726)
- John Harris, scrittore e matematico inglese († 1719)
- Robert Hunter, politico, militare e drammaturgo scozzese († 1734)
- Nevşehirli Damat İbrahim Pascià, nobile e politico ottomano († 1730)
- Élisabeth Jacquet de La Guerre, compositrice e clavicembalista francese († 1729)
- Jan Kupecký, pittore ceco († 1740)
- Thomas Madox, storico, diplomatista e antiquario britannico († 1727)
- María de Navas, attrice teatrale italiana († 1721)
- Carlo Gaudenzio Mignocchi, pittore italiano († 1716)
- Fortunato Morosini, vescovo cattolico italiano († 1727)
- Giovan Battista Nauclerio, architetto e ingegnere italiano († 1739)
- Mary Pix, scrittrice e drammaturga inglese († 1709)
- John Quelch, pirata inglese († 1704)
- Pietro Sardi, mercante italiano († 1742)
- Domenico Maria Spinola, doge († 1743)